# Representació de grup
|  | No s'ha de confondre amb Presentació de grup. |

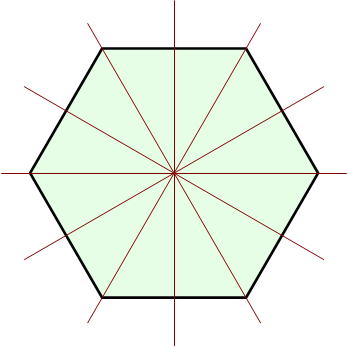
Una representació de com un grup "actua" en un objecte. Un exemple simple n'és com les simetries d'un polígon regular, consistents en reflexions i rotacions, transformen el polígon.

En el camp matemàtic de la teoria de representacions, les representacions de grups descriuen grups abstractes en termes de transformacions lineals d'espais vectorials; en particular, es poden utilitzar per representar els elements del grup com a matrius, de tal manera que l'operació del grup es pot representar mitjançant la multiplicació de matrius. Les representacions de grups són importants perquè permeten reduir a termes de l'àlgebra lineal molts problemes de teoria de grups, la qual cosa fa que siguin abordables d'una manera més senzilla. També són importants en física perquè, per exemple, descriuen com afecta el grup de simetria d'un sistema físic a les solucions de les equacions que descriuen el sistema.
Les representacions també es poden definir per altres estructures matemàtiques, com per l'àlgebra associativa, l'àlgebra de Lie i l'algebra de Hopf; en aquest article amb representacions i teoria de les representacions es fa referència únicament a les representacions dels grups.
El terme representació d'un grup també s'utilitza en un sentit més general per expressar qualsevol "descripció" d'un grup com un grup de transformacions d'un cert objecte matemàtic. Més formalment, una "representació" significa un homomorfisme del grup en el grup d'automorfismes d'un objecte. Si l'objecte és un espai vectorial, hom té una representació lineal. Alguns autors utilitzen realització per a la noció general i reserven el terme representació per al cas especial de les representacions lineals. El gruix d'aquest article descriu la teoria de les representacions lineals. Vegeu la darrera secció per a les generalitzacions.

## Branques de la teoria de la representació de grups
La teoria de la representació de grups es divideix en subteories, en funció del tipus de grup que es vol representar. Aquestes diverses teories són força diferents en detall, encara que algunes definicions bàsiques i conceptes són comuns. Les divisions més importants són:
- Grups finits: les representacions de grups són una eina molt important en l'estudi dels grups finits. També sorgeixen en les aplicacions de la teoria de grups finits a la cristal·lografia i a la geometria. Si el cos d'escalars de l'espai vectorial té característica p, i si p divideix l'ordre del grup, llavors hom parla de la teoria de les representacions modulars.[1]
- Grups compactes o grups localment compactes: molts dels resultats de la teoria de la representació de grups finits es poden demostrar prenent la mitjana al llarg del grup. Aquestes demostracions es poden transportar als grups infinits, substituint la mitjana per una integral, sempre que es pugui definir una noció acceptable d'integral. Això es pot dur a terme per a grups localment compactes, emprant la mesura de Haar. La teoria resultant és una part central de l'anàlisi harmònica. La dualitat de Pontryagin descriu la teoria per a grups commutatius, com una transformada de Fourier generalitzada.[2]
- Grups de Lie: la majoria dels grups de Lie són compactes i, per tant, hom hi pot aplicar els resultats de la teoria de la representació de grups compactes; però també s'hi poden aplicar tècniques específiques per als grups de Lie. La majoria dels grups importants a la física i a la química són grups de Lie, i la seva teoria de representacions és crucial per a l'aplicació de la teoria de grups en aquests camps.[2]
- Grups algebraics lineals (o més en general esquemes de grups afins): es tracta d'un cas anàleg al dels grups de Lie, però sobre cossos més generals que R o C. Encara que els grups algebraics lineals tenen una classificació similar a la dels grups de Lie, les seves representacions són força diferents. Cal substituir les tècniques utilitzades per a l'estudi dels grups de Lie per tècniques de la geometria algebraica, on la topologia de Zariski provoca moltes complicacions tècniques.
- Grups topològics no compactes: la classe dels grups no compactes és massa àmplia per a construir una teoria de representacions general, però sí que se n'han estudiat alguns casos específics, de vegades amb l'ús de tècniques ad hoc. Els grups de Lie semisimples s'han estudiat exhaustivament, amb base en el cas compacte. El cas complementari dels grups de Lie resolubles no es pot classificar de la mateixa manera. La teoria general per a grups de Lie tracta amb productes semidirectes dels dos tipus, mitjançant l'ús de resultats generals englobats en la teoria de Mackey, que és una generalització dels mètodes de la classificació de Wigner.

La teoria de representacions també depèn fortament del tipus d'espai vectorial sobre el qual actua el grup. Hom pot diferenciar entre els espais vectorials de dimensió finita i els de dimensió infinita. En el cas de dimensió finita, existeixen estructures addicionals que són rellevants (per exemple, si l'espai és o no un espai de Hilbert, un espai de Banach, etc.).
Cal considerar també el tipus de cos sobre el qual està definit l'espai vectorial. El cas més important és el dels nombres complexos. Els altres casos importants són el cos dels nombres reals, els cossos finits, i els cossos de nombres p-àdics. En general, és més senzill treballar amb cossos algebraicament tancats. La característica del cos també és rellevant; molts teoremes per a grups finits depenen del fet que la característica del cos no divideixi l'ordre del grup.

## Definicions
Una representació d'un grup G d'un espai vectorial V sobre un cos K és un homomorfisme de grups de G a GL(V), el grup lineal general sobre V. És a dir, una representació és una aplicació
{\displaystyle \rho \colon G\to \mathrm {GL} (V)}
tal que
{\displaystyle \rho (g_{1}g_{2})=\rho (g_{1})\rho (g_{2}),\quad {\text{per a qualssevol }}g_{1},g_{2}\in G}.
Hom diu que V és l'espai de representació i la dimensió de V és la dimensió de la representació. Hom acostuma a referir-se a V com a la representació, quan l'homomorfisme queda clar pel context.
En cas que V sigui de dimensió finita n, és habitual designar una base de V, i identificar GL(V) amb GL(n, K), el grup de matrius invertibles n × n sobre el cos K.
Si G és un grup topològic i V és un espai vectorial topològic, una representació contínua de G sobre V és una representació ρ tal que l'aplicació Φ : G × V → V definida per Φ(g, v) = ρ(g)(v) és contínua.
El nucli d'una representació ρ d'un grup G es defineix com el subgrup normal de G tal que, per la imatge de ρ, hom té la transformació identitat:
{\displaystyle \ker \rho =\left\{g\in G\mid \rho (g)=\mathrm {id} \right\}}.
Una representació fidel és tal que l'homomorfisme G → GL(V) és injectiu; en altres paraules, tal que el seu nucli és el subgrup trivial {e}, que consisteix només de l'element neutre del grup.
Donats dos espais vectorials V i W sobre K, dues representacions ρ : G → GL(V) i π : G → GL(W) són equivalents o isomorfes si existeix un isomorfisme d'espais vectorials α : V → W tal que, per a tot g de G,
{\displaystyle \alpha \circ \rho (g)\circ \alpha ^{-1}=\pi (g)}.
Una representació s'anomena matricial si l'espai V és de la forma Kn per un cert nombre natural n, en tal cas el grup (GL(V), ∘) és identificat canònicament com a grup GLn(K) de les matrius quadrades d'ordre n amb coeficients en K invertibles (és a dir de determinant no nul), proveïdes d'un producte matricial. A través d'aquesta identificació, dues representacions matricials R i S són doncs equivalents si i només si existeix una matriu invertible P tal que per tot element g de G, Rg = P-1SgP.
Una representació s'anomena completament reductible si és la suma directa de representacions irreductibles. La suma directa d'una família de representacions (Vi, ρi) de G és la representació ρ sobre l'espai vectorial suma directa dels Vi definida per : ρ(g) = ⊕i ρi(g). En termes matricials, això significa que en juxtaposar les bases dels Vi per forma una base de la seva suma directa, la representació ρ es fa amb unes matrius diagonals per blocs i cada bloc correspon a una de les representacions ρi.
Es diu que dues representacions són disjuntes si no tenen cap component irreductible en comú, o també si no existeix cap morfisme no nul entre elles.

## Exemples
Considerem el nombre complex u = e2πi / 3, que compleix u3 = 1. El grup cíclic C₃ = {1, u, u²} admet una representació ρ sobre C² donada per:
{\displaystyle \rho \left(1\right)={\begin{pmatrix}1&0\\0&1\\\end{pmatrix}}\qquad \rho \left(u\right)={\begin{pmatrix}1&0\\0&u\\\end{pmatrix}}\qquad \rho \left(u^{2}\right)={\begin{pmatrix}1&0\\0&u^{2}\\\end{pmatrix}}.}
Aquesta representació és fidel perquè ρ és una aplicació injectiva.
Una representació isomorfa per a C₃ és
{\displaystyle \rho \left(1\right)={\begin{pmatrix}1&0\\0&1\\\end{pmatrix}}\qquad \rho \left(u\right)={\begin{pmatrix}u&0\\0&1\\\end{pmatrix}}\qquad \rho \left(u^{2}\right)={\begin{pmatrix}u^{2}&0\\0&1\\\end{pmatrix}}.}
El grup C₃ també es pot representar de manera fidel sobre R² per
{\displaystyle \rho \left(1\right)={\begin{pmatrix}1&0\\0&1\\\end{pmatrix}}\qquad \rho \left(u\right)={\begin{pmatrix}a&-b\\b&a\\\end{pmatrix}}\qquad \rho \left(u^{2}\right)={\begin{pmatrix}a&b\\-b&a\\\end{pmatrix}}}
on
{\displaystyle a={\text{Re}}(u)=-{\tfrac {1}{2}},\qquad b={\text{Im}}(u)={\tfrac {\sqrt {3}}{2}}.}

## Reductibilitat
Hom diu que un subespai W de V invariant per l'acció de grup és una subrepresentació. Si V té exactament dues subrepresentacions, en concret el subespai de dimensió zero i el propi V, hom diu que la representació és irreductible; si admet una subrepresentació pròpia de dimensió diferent de zero, hom diu que la representació és reductible. Es considera que la representació de dimensió zero no és ni reductible ni irreductible, de la mateixa manera que el nombre 1 no es considera ni primer ni compost.
Amb la hipòtesi que la característica del cos K no divideix l'ordre del grup, les representacions dels grups finits es poden descompondre en suma directa de subrepresentacions irreductibles (aplicant el teorema de Maschke). Això és cert en particular per a qualsevol representació d'un grup finit sobre els nombres complexos, ja que la característica del cos dels complexos és zero, que mai no divideix l'ordre d'un grup.
En l'exemple anterior, les dues primeres representacions són descomposables en dues subrepresentacions unidimensionals (donades per l'espai generat per (1,0) i per l'espai generat per (0,1)), mentre que la tercera representació és irreductible.

## Generalitzacions

### Representacions en teoria de conjunts
Una representació en teoria de conjunts (també coneguda com a acció de grup o representació de permutacions) d'un grup G sobre un conjunt X està donada per una funció ρ : G → XX, el conjunt de funcions de X en X, tal que, per a qualssevol g1, g₂ de G i qualsevol x de X:
{\displaystyle \rho (1)[x]=x}
{\displaystyle \rho (g_{1}g_{2})[x]=\rho (g_{1})[\rho (g_{2})[x]]}.
Aquesta condició, juntament amb els axiomes de grup, impliquen que ρ(g) és una bijecció (o permutació) per a tot g de G. Per tant, hom pot definir, de forma equivalent, una representació de permutacions com un homomorfisme de grups de G en el grup simètric SX de X.

### Representacions en altres categories
Tot grup G es pot veure com una categoria amb un sol objecte; els morfismes d'aquesta categoria són els elements de G. Donada una categoria arbitrària C, una representació de G dins C és un functor de G en C. Un tal functor selecciona un objecte X de C i un homomorfisme de G en Aut(X), el grup d'automorfismes de X.
En el cas que C és VectK, la categoria d'espais vectorials sobre un cos K, aquesta definició és equivalent a una representació lineal. Anàlogament, una representació en teoria de conjunts és simplement una representació de G en la categoria de conjunts.
Quan C és Ab, la categoria de grups abelians, els objectes obtinguts s'anomenen G-mòduls.
A tall d'un altre exemple, considerem la categoria d'espais topològics, Top. Les representacions de Top són homomorfismes de G en el grup d'homeomorfismes d'un espai topològic X.
Dos tipus de representacions íntimament lligades a les representacions lineals són:
- representacions projectives: en la categoria dels espais projectius. Aquestes representacions es poden descriure com "representacions lineals llevat de transformacions escalars".
- representacions afins: en la categoria dels espais afins. Per exemple, el grup euclidià actua de manera afí sobre l'espai euclidià.